# Thomas Fogdö

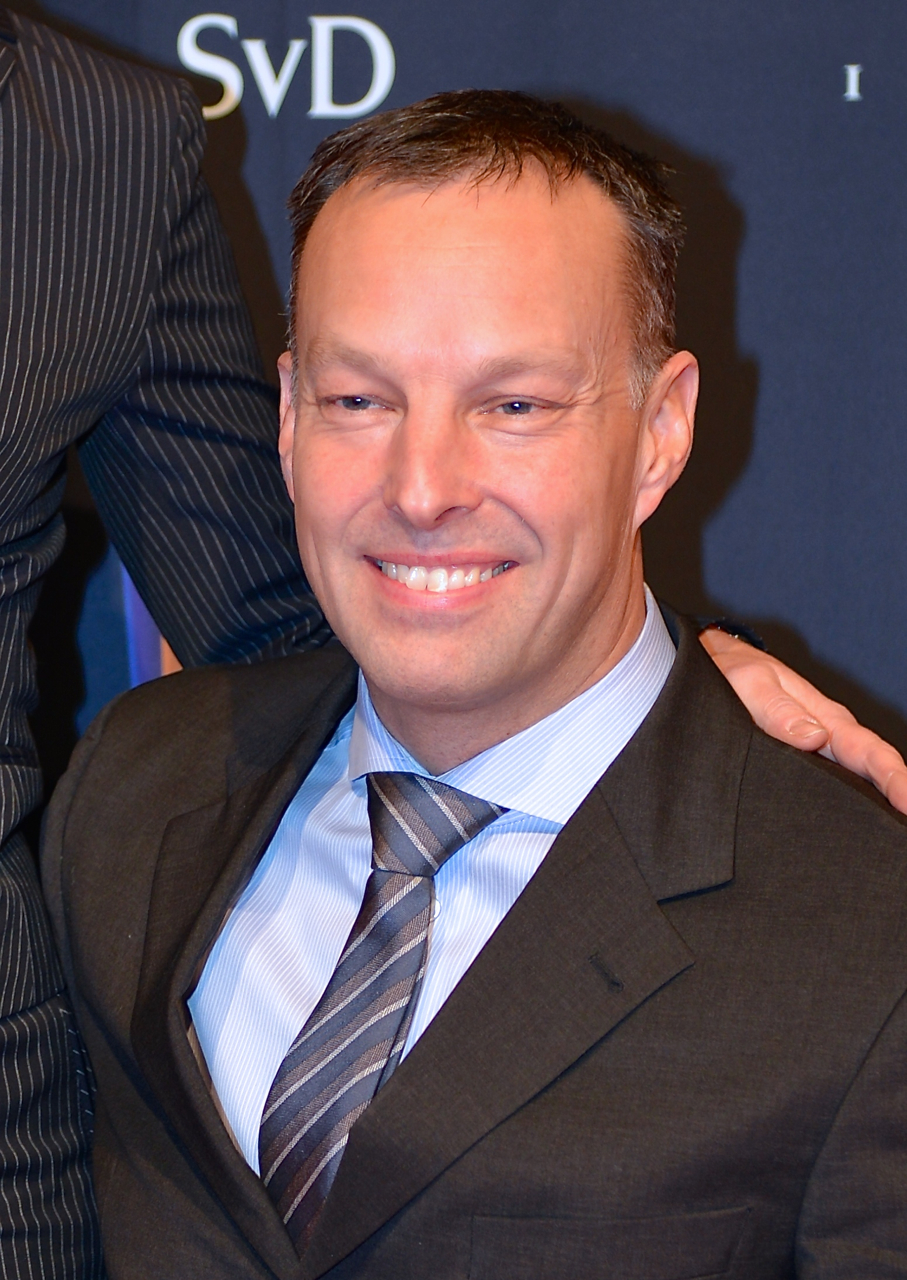
Thomas Fogdö

Thomas Fogdö (Gällivare, Suecia; 14 de marzo de 1970) es un reconocido esquiador sueco retirado que ganó una Copa del Mundo en la disciplina de Eslalon y 5 victorias en la Copa del Mundo de Esquí Alpino (con un total de 16 podiums).

## Resultados

### Juegos Olímpicos de Invierno
- 1992 en Albertville, Francia
  - Eslalon: 5.º
- 1994 en Lillehammer, Noruega
  - Eslalon: 5.º

### Campeonatos Mundiales
- 1991 en Hinterglemm, Austria
  - Eslalon: 5.º
- 1993 en Morioka, Japón
  - Eslalon: 6.º
  - Eslalon Gigante: 29.º

### Copa del Mundo

#### Clasificación general Copa del Mundo
- 1990-1991: 10.º
- 1991-1992: 45.º
- 1992-1993: 9.º
- 1993-1994: 24.º
- 1994-1995: 30.º

#### Clasificación por disciplinas (Top-10)
- 1990-1991:
  - Eslalon: 4.º
- 1992-1993:
  - Eslalon: 1.º
- 1993-1994:
  - Eslalon: 5.º
- 1994-1995:
  - Eslalon: 9.º

#### Victorias de la Copa del Mundo (5)

##### Eslalon (5)
| Fecha                   | Lugar             |
| ----------------------- | ----------------- |
| 23 de marzo de 1991     | Waterville Valley |
| 6 de diciembre de 1992  | Val-d'Isère       |
| 19 de diciembre de 1992 | Kranjska Gora     |
| 17 de enero de 1993     | Lech              |
| 28 de marzo de 1993     | Åre               |